# Söner och älskare
Söner och älskare (engelska: Sons and Lovers) är en brittisk dramafilm från 1960 i regi av Jack Cardiff.
Filmen är baserad på D.H. Lawrences roman Söner och älskande.

## Handling
Paul slits mellan bandet till sin mor och kärleken.

## Utmärkelser
Söner och älskare var nominerad i sju klasser på Oscarsgalan 1961 och slutade med en Oscar för bästa foto till Freddie Francis.

## Rollista i urval
- Dean Stockwell - Paul Morel
- Trevor Howard - Walter Morel
- Wendy Hiller - Gertrude Morel
- Mary Ure - Clara Dawes
- Heather Sears - Miriam Leivers
- William Lucas - William Morel
- Conrad Phillips - Baxter Dawes
- Donald Pleasence - mr Pappleworth
- Ernest Thesiger - Henry Hadlock
- Rosalie Crutchley - mrs Leivers